# La noche del 16 de enero
La noche del 16 de enero (Night of January 16th) es una obra de teatro de Ayn Rand. Ambientada en una sala del tribunal durante un juicio por asesinato, una característica inusual de la obra es que los miembros de la audiencia son elegidos para interpretar al jurado. El tribunal conoce el caso de Karen Andre, la secretaria y amante del empresario Bjorn Faulkner, de cuyo asesinato es acusada. El jurado debe basarse en el testimonio de los caracteres para decidir si Andre es culpable. El final de la obra depende del veredicto. La intención de Rand era dramatizar un conflicto entre el individualismo y la conformidad. El veredicto del jurado revelaba qué punto de vista preferían.
La obra se produjo por primera vez en 1934 en Los Ángeles con el título Woman on Trial. El productor Al Woods la llevó a Broadway en 1935 con el título Night of January 16th. La obra fue popular y  recibió atención por su innovador jurado de miembros de la audiencia. En 1973 se organizó un renacimiento fuera de Broadway. La obra fue adaptada como película en 1941.
Rand tuvo muchas disputas acaloradas con Woods sobre los cambios de guion que quería para la producción de Broadway. A Rand no le gustaron los cambios realizados para la producción de Broadway y la versión publicada para producciones amateur, por lo que en 1968 reeditó el guion para publicarlo como su versión preferida.

## Historia
Rand se inspiró para La noche del 16 de enero de dos fuentes. El primero fue El proceso de Mary Dugan (The Trial of Mary Dugan), un melodrama de 1927 sobre una corista procesada por matar a su amante, que le dio a Rand la idea de escribir una obra de teatro sobre un juicio. Rand quería que el final de su obra dependiera del resultado del juicio, en lugar de tener una escena final fija. El víctima en el obra se basa de Ivar Kreuger, un empresario sueco quien muerto en marzo de 1932. Cuando la empresa de Kreuger se volvió financieramente inestable, él se disparó después de ser acusado de posibles tratos financieros ilegales. Este incidente inspiró a Rand para convertir a la víctima en un empresario de gran ambición y carácter dudoso, que habría dado motivos a varias personas para su asesinato.

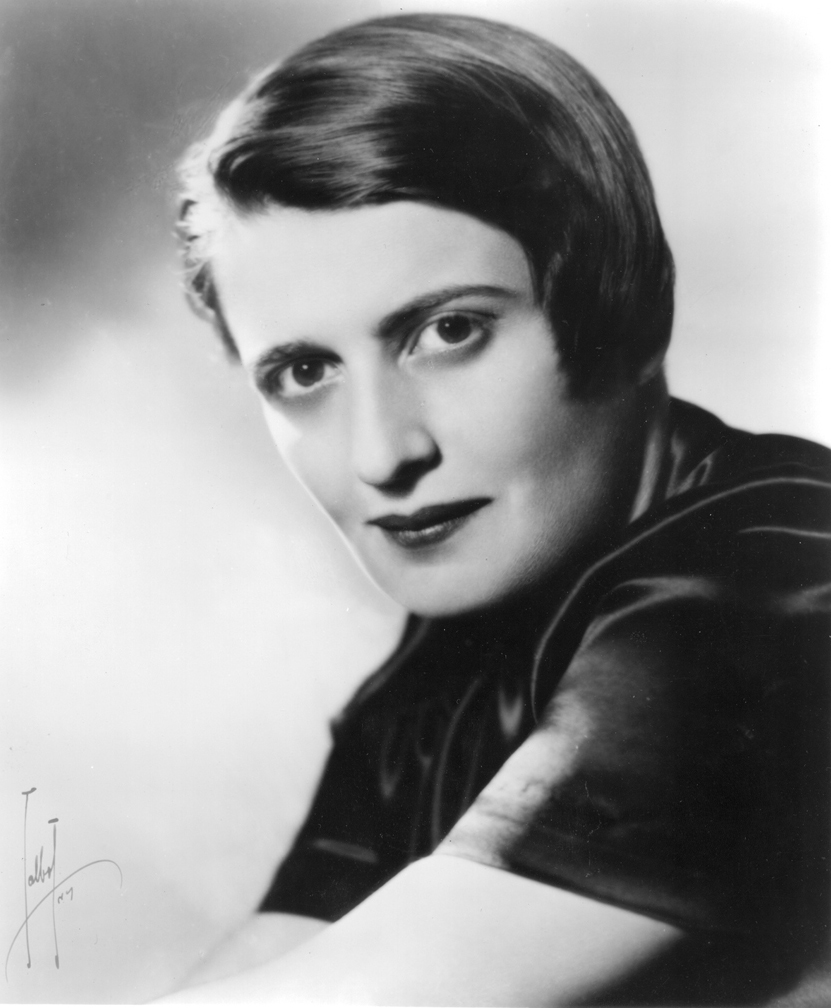
Ayn Rand escribó la obra.

Rand escribió La noche del 16 de enero en 1933 cuando ella tenía 28 años. Rand nunca había escrito una obra de teatro, pero había trabajado en Hollywood como guionista junior. Escribió la obra de teatro con la esperanza de ganar dinero con ella mientras terminaba su primera novela. En 1934, Rand recibió una oferta para su obra de Al Woods, quien había producido El proceso de Mary Dugan para Broadway. El contrato incluía la condición de que Woods pudiera hacer cambios en el guion. Temerosa de que él destruyera su visión de la obra para crear un drama más convencional, Rand rechazó a Woods.
En cambio, Rand aceptó una oferta del actor E. E. Clive para presentar la obra en Los Ángeles. Se estrenó por primera vez en el Hollywood Playhouse con el título Woman on Trial (Mujer en juicio). Clive produjo y Barbara Bedford interpretó a Andre. La producción abrió el 22 de octubre de 1934, y cerró a fines de noviembre.
Woods renovó su oferta para producir la obra en Broadway. Todavía quería poder cambiar el guion, pero hizo ajustes al contrato para darle a Rand más influencia. Ella accedió a regañadientes.
Rand llegó a la ciudad de Nueva York a principios de diciembre de 1934 para preparar el estreno en enero, pero la producción se retrasó durante varios meses. Cuando se reanudó el trabajo, la relación de Rand con Woods se agrió rápidamente cuando exigió muchos cambios que a ella no le gustaron. Woods prefirió que el conflicto dramático se centrara en elementos concretos, como si el acusado tenía un arma. Los cambios incluyeron la creación de un nuevo personaje interpretada por la amante del dueño del teatro.
El contrato entre Woods y Rand le permitía contratar colaboradores si él lo creía necesario, y les podía pagar una parte limitada de las regalías del autor. Primero él contrató a John Hayden para dirigir. Aunque Hayden fue un exitoso director de Broadway, a Rand no le gustaba. Cuando comenzaron las audiciones para la obra, Woods exigió más cambios en el guion y se sintió frustrado por la negativa de Rand a hacer algunos de ellos. Woods contrató a otro escritor para hacer cambios y le pagó una parte de las regalías de Rand sin informarle. Rand presentó una demanda contra Woods ante la Asociación Estadounidense de Arbitraje. El panel dictaminó que Woods no podía deducir el pago de las regalías de Rand porque no había sido notificada por adelantado. A pesar de las disputas entre Rand y Woods, la obra se estrenó en el Teatro Ambassador el 16 de septiembre de 1935, donde se presentó durante siete meses. Cerró el 4 de abril de 1936, después de 283 funciones.
En 1972, Rand aprobó una reposición de la obra fuera de Broadway, que utilizó su versión preferida del guion. El renacimiento también usó el título que Rand había usado al escribir la obra, Penthouse Legend (Leyenda del ático). Se inauguró el 22 de febrero de 1973 y cerró el 18 de marzo después de 30 funciones.

## Publicación y traducción al español
La noche del 16 de enero se publicó por primera vez en una edición para organizaciones de teatro amateur en 1936, que incluía cambios adicionales para eliminar elementos como jurar y fumar. Rand rechazó esta versión debido a los cambios. En 1960, el protegido de Rand, Nathaniel Branden, preguntó acerca de hacer una lectura pública de la obra para los estudiantes del Instituto Nathaniel Branden. Rand no quería que usara la versión amateur. Ella creó un texto revisado que eliminó la mayoría de los cambios. Hizo publicar su versión preferida en 1968 con una introducción sobre la historia de la obra.
El editor Luis de Caralt publicó una traducción al español de Manuel Barberá. Esta traducción está basada en la versión amateur. Está en el segundo volumen de las Obras completas de Rand que Caralt publicó en Barcelona en 1963.

## Sinopsis
La noche del 16 de enero es sobre el juicio de la secretaria Karen Andre por el asesinato de su empleador, el ejecutivo de negocios Bjorn Faulkner. Faulkner defraudó a su empresa para invertir en oro. Después de un colapso financiero, estuvo cerca de la bancarrota. Los eventos de la obra ocurren completamente en una sala de audiencias. Faulkner ya está muerto y nunca se le ve. En la noche del 16 de enero, Faulkner y Andre estaban en el apartamento de Faulkner en la ciudad de Nueva York, cuando aparentemente Faulkner cayó y murió. Dentro de los tres actos del obra, el persecutor penal, el Sr. Flint, y el abogado defensor de Andre, el Sr. Stevens, presentan a testigos con testimonios que construyen historias contradictorias.
Al comienzo del primer acto, el juez le pide al secretario del tribunal que llame a los miembros del jurado de la audiencia. Una vez que los miembros del jurado están sentados, comienza el argumento de la acusación. Flint explica que Andre no solo era el secretario de Faulkner, sino también su amante. Él dice que Faulkner la dejó plantada para que se casara con Nancy Lee Whitfield y despidió a Andre, lo que motivó a Andre a asesinarlo. Flint luego presenta a testigos que testifican contra Andre. Nancy Lee testifica sobre el noviazgo y el matrimonio de ella y Faulkner, retratando a ambos como idílicos. El acto termina con Andre hablando fuera de turno para acusar a Nancy Lee de mentir.
El segundo acto continúa con el caso de la fiscalía. Flint pone a John Graham Whitfield en el estrado. Whitfield es el suegro de Faulkner y presidente de Whitfield National Bank. Testifica sobre un gran préstamo que le dio a Faulkner. El abogado defensor Stevens sugiere que el préstamo se utilizó para comprar el matrimonio de Faulkner con la hija de Whitfield. Tras este testimonio, descansa la acusación y comienza la argumentación de la defensa. Andre describe su relación con Faulkner como su amante y su socio en el fraude financiero. Ella dice que el matrimonio de Faulkner era un trato comercial para obtener crédito del Whitfield Bank. Cuando comienza a explicar los motivos del presunto suicidio de Faulkner, la interrumpe la llegada de "Guts" Regan, un gánster infame, que le dice a Andre que Faulkner está muerto. Aunque ella está en juicio por el asesinato de Faulkner, Andre está sorprendido por la noticia y se desmaya.
El testimonio de Andre continúa en el acto final, pero ahora ella está más sombría que desafiante. Ella dice que ella conspiraba con Faulkner y Regan para fingir el suicidio de Faulkner. Luego podrían escapar con el dinero robado de Whitfield. Regan proporcionó el cuerpo robado de su compañero de pandilla ya muerto, "Lefty" O'Toole, para arrojarlo del edificio. Flint sugiere que Andre y Regan estaban utilizando el conocimiento de actividades delictivas pasadas para chantajear a Faulkner.  Regan luego testifica que debía encontrarse con Faulkner en un avión de escape. Sin embargo, Faulkner no llegó y el avión no estaba. En cambio Regan se encontró con Whitfield, quien le dio un cheque. Según Regan, el cheque era para comprar su silencio. Más tarde, Regan encontró el avión perdido, que había sido quemado con lo que él supone que es el cuerpo de Faulkner adentro. Flint ofrece una teoría alternativa: Regan puso el cuerpo en el avión para crear dudas sobre la culpabilidad de Andre, y el cheque de Whitfield era dinero de protección para la pandilla de Regan. En las versiones amateur y de Broadway de la obra, el siguiente testigo es Roberta Van Rensselaer, una bailarina exótica y esposa de O'Toole. Ella cree que Regan mató a su marido. Este personaje no es en la versión preferida de Rand de la obra. Después de otros dos breves testimonios, la defensa y la fiscalía dan sus argumentos finales.
El jurado votan mientras los personajes repiten lo más destacado de su testimonio bajo un reflector. El jurado luego regresa para anunciar su veredicto. Sigue uno de los dos finales breves. Si es declarada inocente, Andre agradece al jurado. Si es declarada culpable, dice que el jurado la ha librado de suicidarse.

## Personajes

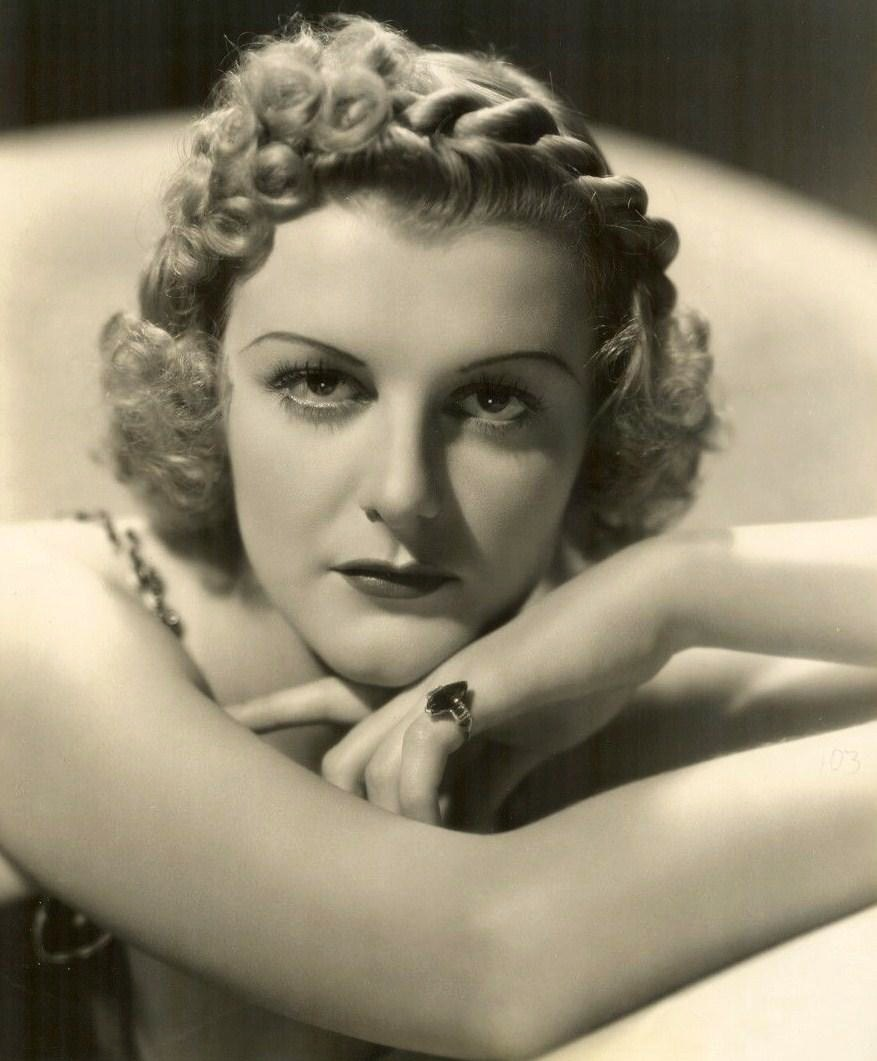
Doris Nolan interpretó a Karen Andre en Broadway.

Los personajes del obra con los actores que los interpretaron en la producción de Broadway:
- Karen Andre (Doris Nolan)
- Larry "Guts" Regan (Walter Pidgeon)
- El Sr. Flint, fiscal de distrito (Edmund Breese)
- El Sr. Stevens, abogado defensor (Robert Shayne)
- Nancy Lee Faulkner (Verna Hillie)
- John Graham Whitfield (Clyde Fillmore)
- El juez Heath (J. Arthur Young)
- El doctor Kirkland (Edward Wing)
- John Hutchins (Calvin Thomas)
- Homer Van Fleet (Harry Short)
- Elmer Sweeney (Leo Kennedy)
- Magda Svenson (Sarah Padden)
- James Chandler (Maurice Morris)
- Siegurd Jungquist (Arthur Pierson)
- Roberta Van Rensselaer (Marcella Swanson)
- El alguacil (Donald Oliver)
- El secretario del tribunal (George Anderson)

## Análisis dramático

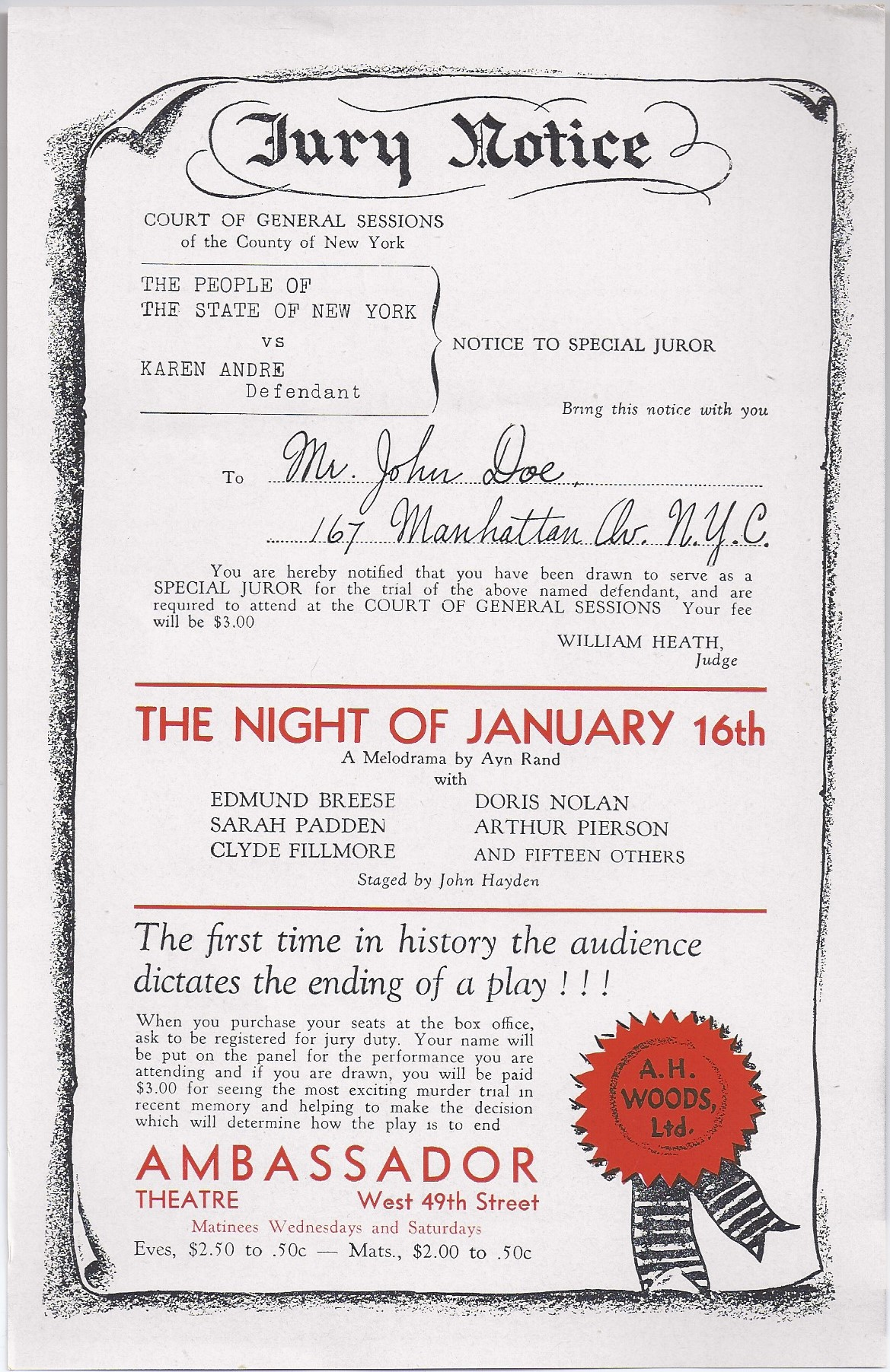
Anuncio que promociona al jurado de la obra

La selección de un jurado del público de la obra fue la principal innovación dramática de La noche del 16 de enero. Creó preocupaciones entre muchos de los productores que consideraron y rechazaron la obra. A Woods le gustó la idea, pero a Hayden le preocupaba que destruyera la ilusión teatral; temía que los miembros de la audiencia se negaran a participar. Las selecciones del jurado durante las vistas previas indicaron que esto no sería un problema. Esta crítica desapareció tras el éxito de la obra.
Rand no quería que sus eventos del obra se entendieran literalmente, sino que se entendieran como una representación de diferentes formas de abordar la vida. Andre representa un enfoque de la vida ambicioso, confiado e inconformista, mientras que los testigos de cargo representan la conformidad, la envidia del éxito y el deseo de poder sobre los demás. Rand creía que la decisión del jurado en cada actuación revelaba la actitud de los miembros del jurado hacia estos dos sentidos de la vida en conflicto. Rand apoyó el individualismo y consideró que Andre no era culpable. Más tarde, Rand expondría una filosofía explícita, a la que llamó el objetivismo, pero La noche del 16 de enero es antes de sus obras más filosóficos.

## Adaptación cinematográfica
Los derechos cinematográficos del obra fueron comprados por Metro-Goldwyn-Mayer (MGM) en octubre de 1934 como. MGM contrataron a Rand para escribir un guion, pero el proyecto fue abandonado. En 1938 RKO Pictures compró los derechos, luego los revende a Paramount Pictures en 1939. Paramount estrenó una película en 1941. Rand no participó en la producción. Delmer Daves, Robert Pirosh y Eve Greene escribieron un nuevo guion que alteró significativamente el cuento. William Clemens dirigió la película y fue protagonizada por Robert Preston y Ellen Drew.